# Siboga (geslacht)
Siboga is een geslacht van vlinders van de familie snuitmotten (Pyralidae), uit de onderfamilie Phycitinae.

## Soorten
- S. albimediella Hampson, 1918
- S. dialeucella Hampson, 1918
- S. falsella Snellen, 1882
- S. zeavora Hampson, 1918